# 渕江村
渕江村（ふちえむら）は、1889年（明治22年）から1932年（昭和7年）まで存在した東京府南足立郡の村である。
現在の保木間、東保木間、西保木間、竹の塚、保塚町、六月、東六月町、六町に相当する。

## 概要
旧南足立郡北部にあった村である。かつて「渕江」とは舎人周辺地域を除く足立区全体を示す名称であった。

## 村名の由来
渕江村の名称は読んで字のごとく、水辺にまつわる地名である。渕江地域は紀元前後まで遠浅の奥東京湾の沿岸に位置し、海退と土砂堆積で内陸化してからもしばらくは湿地や沼が多く点在していた。「渕江」の名が最初に文献に登場するのは1397年（応永4年）の「渕江郷」であった。

### 渕江か淵江か
「ふち」の表記法は公文書や公機関発行の地図、歴史文献などによって「渕」および「淵」の二種類が混在している。「ふちえ」の名を冠した施設（足立区立渕江小学校・足立区立渕江第一小学校・足立区立渕江中学校）などは「渕」の表記を用いているが、しかしそれらも校章や文献資料によっては「淵」と記されている。この表記法についてはどちらが正しいかは厳密に定義されておらず、「にっぽん」か「にほん」かと同じく、慣用的にどちらも認められているものである。ただし、上記の施設の名称を示す場合は、「渕」の表記を用いるのが妥当である。
これは東渕江および東渕江村も同様である。

## 歴史

### 年表
- 1889年（明治22年）5月1日 - 市制町村制の施行により保木間村（飛地は綾瀬村に編入）、竹塚村、六月村、伊興村の4か村を統合し渕江村が発足
- 1891年（明治24年）4月1日 - 伊興村が渕江村より分離。花畑村の飛地を編入
- 1932年（昭和7年）10月1日 - 千住町、西新井町、梅島町、舎人村、東渕江村、伊興村、江北村、綾瀬村、花畑村とともに東京市へ編入され足立区となる。

## 地域の歴史
| 明治22年以前           | 明治22年5月1日 - 昭和6年 | 昭和7年 - 昭和17年 | 昭和18年 - 現在 | 現在   |
| ---------------------- | ------------------------ | ------------------ | --------------- | ------ |
| 足立郡保木間村         | 南足立郡渕江村           | 東京市足立区       | 東京都足立区    | 足立区 |
| 足立郡竹塚村           | 南足立郡渕江村           | 東京市足立区       | 東京都足立区    | 足立区 |
| 足立郡六月村           | 南足立郡渕江村           | 東京市足立区       | 東京都足立区    | 足立区 |
| 足立郡伊興村           | 南足立郡渕江村           | 東京市足立区       | 東京都足立区    | 足立区 |
| 足立郡花畑村（飛び地） | 南足立郡渕江村           | 東京市足立区       | 東京都足立区    | 足立区 |